# Hradce
Hradce – wieś i gmina w Czechach, w powiecie Český Krumlov, w kraju południowoczeskim. Według danych z dnia 1 stycznia 2013 liczyła 62 mieszkańców.
W miejscowości jest przystanek kolejowy Hradce.